# Scourie dykes
Die Scourie dykes sind eine mafische Gangschar, die während des Paläoproterozoikums in das polymetamorphe Grundgebirge des Hebriden-Terrans eingedrungen waren.

## Etymologie und Erstbeschreibung
Die engl. Bezeichnung Scourie dykes leitet sich ab von der eponymen Typlokalität Scourie an der Nordwestküste Schottlands. Das Wort dyke (im amerikanischen Englisch dike) bedeutet Gang. Eine wissenschaftliche Erstbeschreibung von zwei Doleritgängen in der Nähe von Scourie wurde im Jahr 1885 von Teall vorgenommen.

## Charakterisierung

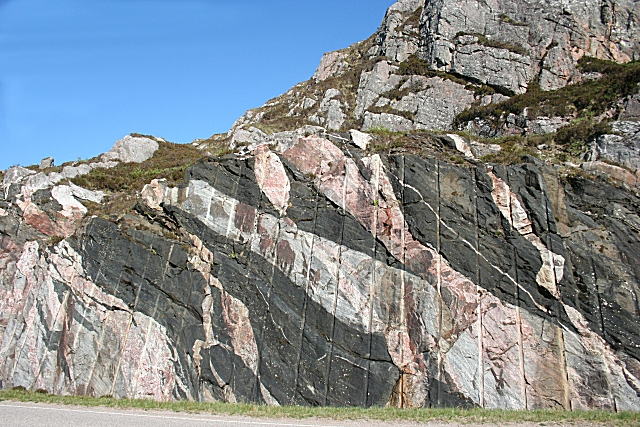
Jetzt als Amphibolitschiefer vorliegende Scourie dykes durchschneiden Graugneise. Beide Einheiten wurden während des Laxfordians tektonisiert und später von Granitadern durchsetzt. Straßenaufschluss an der A 838 nördlich von Laxford Bridge

In vielen Kontinentalblöcken drangen zu Beginn des Paläoproterozoikums (während des Zeitraums 2400 bis 2000 Millionen Jahren BP, d. h. während des Sideriums und des Rhyaciums) mafische Gangscharen in den Krustenbereich ein. Dieses Rifting dokumentiert möglicherweise das Aufbrechen eines im ausgehenden Archaikum konsolidierten Superkontinents (Nunavutia?). Die Scourie dykes sind in diesen Zusammenhang zu stellen. Ihre Intrusion in die Gneise des Lewisians erfolgte, nachdem das Hebriden-Terran die beiden tektono-metamorphen Phasen des Badcallians (um 2700 Millionen Jahren BP) und des
Inverians (um 2500 Millionen Jahren BP) durchlaufen hatte. Diese Tatsache machten sich Sutton und Watson (1951) zu Nutzen, um spätere Deformationen des Laxfordians im polymetamorphen Grundgebirge von den Frühphasen unterscheiden zu können. In Terranen, in denen die Scourie dykes unverformt vorliegen, sind nämlich keine späteren Deformationen mehr erfolgt. Umgekehrt sind verformte Scourie dykes ein direkter Hinweis auf die späteren Deformationen des Laxfordians.

## Zusammensetzung

### Lithologie
Die Scourie dykes lassen sich petrologisch in vier Gruppen unterteilen. Weitaus am häufigsten, mit über 90 % der Gänge, sind tholeiitische, eisenreiche Quarz-Dolerite. Wesentlich seltener sind magnesiumreiche Bronzit-Pikrite, Norite und Olivin-Gabbros. Die Dolerite und Norite zeigen abgeschreckte Gangränder, wohingegen die ultramafischen Pikrite und die Olivin-Gabbros  an ihren Rändern ein grobkörniges Mineralwachstum von Orthopyroxenen und Augiten aufweisen.

### Mineralogie
Hauptminerale in den Scourie dykes sind Orthopyroxen (bis 59 Vol.-%), Klinopyroxen (bis 35 Vol.-%), Plagioklas (bis 48 Vol.-%) und Olivin  (bis 10 Vol.-%). Untergeordnet sind Quarz (bis 5 Vol.-%), Apatit, Oxide (um 5 Vol.-%), Epidot und Klinozoisit. Spurenweise werden auch Titanit, Granat, Biotit und Kalzit angetroffen. Orthopyroxen und Klinopyroxen werden oft teilweise bis vollständig von Hornblende mit Aktinolithrändern pseudomorph ersetzt. Plagioklas kann Serizitisierung und Saussuritisierung erleiden und Olvin Iddingsitisierung.

## Vorkommen
Die Scourie dykes sind am häufigsten im Assynt- (enthält die Typlokalität) und im Gruinard-Terran anzutreffen. Sie treten aber auch vereinzelt im Rhiconich-Terran, im Tarbert-Terran und im Uist-Terran auf.

## Metamorphose
Bereits Teall hatte an den 10 bis 50 Meter breiten Gängen in Abhängigkeit von der Intensität der Metamorphose ihre unterschiedliche Amphibolitisierung bemerkt. Im Rhiconich- und im Gruinard-Terran war die Amphibolitisierung vollständig, da beide Krustenblöcke während des Laxfordians im Intervall 1900 bis 1800 Millionen Jahren BP amphibolitfaziell überprägt wurden. Im Assynt-Terran hingegen beschränkte sich das Laxfordian auf Scherzonen, so dass in diesem Terran neben vollständig amphibolitisierten Gängen auch Gänge mit ursprünglichem Mineralgehalt und plutonischem Gefüge überleben konnten.

## Datierung
Die jüngsten Datierungen der Scourie dykes mit der Uran-Blei-Methode an Baddeleyit durch Davies und Heaman (2014) ergaben das Zeitintervall 2418 bis 2375 Millionen Jahre BP. Die Intrusion der Gänge war somit über einen Zeitraum von rund 40 Millionen Jahren erfolgt.